# Al Lang Stadium
Al Lang Stadium es un estadio multiusos especialmente para la práctica de fútbol y béisbol ubicado en la ciudad de San Petersburgo en el estado de Florida cerca de la Bahía de Tampa en la costa oeste de la Florida, cuenta con capacidad para 7.227 espectadores y es utilizado para la práctica invernal del béisbol por varias selecciones. Actualmente es utilizado para los partidos de local de los Tampa Bay Rowdies y para la Florida Cup.

## Historia
El béisbol profesional creció a lo largo de los Estados Unidos a comienzos del siglo XX, y los clubes buscaron instalaciones adicionales para adaptarse a su entrenamiento de primavera. Al Lang, un hombre de negocios en San Petersburgo, Florida, vio un enorme potencial para atraer a los equipos del noreste a su ciudad para aprovechar el clima cálido durante los primeros meses del año. Lang y los funcionarios de la ciudad crearon un paquete de incentivos que cubría los gastos de viaje de los equipos y otras amenidades, que se basó en el primer inquilino de entrenamiento de primavera de la ciudad, el St. Louis Browns, en 1914. El Club se formó en Coffee Pot Park, un pequeño estadio de béisbol ubicado al lado de la cafetería Bayou, a una milla al norte del sitio actual del estadio al lang. Posteriormente, otros clubes de béisbol de las grandes ligas, como los St. Louis Cardinals y los New York Yankees, llegaron a San Petersburgo para el entrenamiento de primavera, y Lang continuó promoviendo la ciudad cuando fue elegido alcalde de San Petersburgo en 1916. Después de su término, Lang dedicó su vida a construir una conexión exitosa entre Florida y el béisbol, y fue instrumental en la comercialización de San Petersburgo como un sitio deportivo deseable.
Con el apoyo de al Lang, la ciudad sustituyó el parque de café Pot con el Parque Atlético de San Petersburgo (también conocido como Waterfront Park) en el sitio actual del estadio al lang en 1923. Sirvió como el hogar de entrenamiento de primavera para los equipos de béisbol de las grandes ligas los Boston Red Sox de Boston y los Yankees de Nueva York hasta después de la Segunda Guerra Mundial, albergando a grandes de béisbol como Babe Ruth, Lou Gehrig, Joe DiMaggio, y Stan Musial

## Propuestas para el estadio
En 2006, los Tampa Bay Rays anunciaron planes para trasladar su casa de entrenamiento de primavera a Port Charlotte, a unos 80 minutos al sur de San Petersburgo, para la temporada 2009. En noviembre de 2007, el presidente de Rays, Matt Silverman, introdujo un plan para construir un estadio de béisbol de $450 millones para el mejoramiento del estadio al lang que iba a estar listo para la temporada de béisbol 2012. El plan no logró reunir suficiente apoyo político para avanzar, y fue dejado de lado en junio de 2008. posteriormente, los rayos comenzaron a mirar otros lugares potenciales, y en mayo de 2009, anunciaron que no buscarían construir una nueva instalación en el centro de San Petersburgo. 

## Actualidad del estadio
En 1947, la ciudad de San Petersburgo demolió el Parque Waterfront y construyó un moderno parque de béisbol en el mismo sitio. Fue nombrado estadio Al Lang en honor a sus muchos años de servicio a la ciudad y su continua promoción del béisbol en la zona. Los St. Louis Cardinals de San Luis y los Yankees de Nueva York compartieron el nuevo estadio de béisbol en su primera temporada de entrenamiento de primavera.
El estadio experimentó una reconstrucción importante en 1976, expandiendo su capacidad a 7.227 espectadores. Fue renovado de nuevo en 1996; el proyecto costó $640.117 e incluía alojamientos de discapacidad. Cuando los Tampa Bay Rays comenzaron a usar el parque para la formación jugadores de la primavera en 1998, la empresa eléctrica de florida compró los derechos de nombramiento del parque por $150.000 por año, a la ciudad  y se la rebautizó como Parque eléctrico de la Florida en el campo de al lang. cuando la empresa eléctrica Florida fue adquirido por la compañía Progress Energy en 2003, el nombre del estadio fue cambiado al Progress Energy Park. el acuerdo de derechos de nombramiento expiró en 2011, y el nombre del estadio volvió a llamarse Al Lang.

## Arquitectura
La tribuna del estadio al Lang se enfrenta al sureste, dando a casi todos los asientos una vista del puerto de San Petersburgo y la bahía de Tampa más allá de la pared del campo izquierdo. El estadio está construido principalmente de hormigón armado, y las partes públicas de la instalación incluyen muy pocas áreas cerradas y con aire acondicionado. Un hormigón único voladizo de cortinas de aleros muchos de los asientos de la tribuna del sol de la tarde, y la ubicación del estadio frente al mar se enfría a menudo por una brisa marina. Durante la renovación de 2015, los Rowdies reemplazaron a todos los asientos de la tribuna, las áreas de ventilación refrescadas bajo la tribuna, y se actualizan ampliamente muchas de las áreas de operación del Club. Además, una porción de la pared del outfield fue quitada, agregando varios cientos de asientos.

## Reemplazo definitivo para estadio de fútbol
En 2013, la ciudad de San Petersburgo comenzó el proceso de creación de un plan maestro para la zona ribereña que incluye al Al lang Stadium. Algunas de las propuestas sugieren reemplazar todo el estadio y áreas de estacionamiento circundantes con un complejo de Soccer Park con un nuevo estadio específico para el fútbol. el propietario del Tampa Bay Rowdies, Bill Edwards, ha declarado que "en un futuro lejano", el estadio al lang sería sustituido por un estadio de fútbol que sería financiado para 18.000 espectadores.
En marzo de 2016, el alcalde de San Petersburgo, Rick Kriseman, anunció planes para celebrar un referéndum público sobre la ampliación del contrato de arrendamiento del Tampa Bay Rowdies en el estadio al Lang y para utilizar en la transformación e instalación de una ciudad deportiva para el club por medio de los impuestos, sin embargo dichos planes fueron archivados en el mes de mayo de 2016, probablemente porque se supo que el conjunto del Orlando City SC, era la franquicia más cercana a la MLS, y tiene derechos territoriales para el mercado de Tampa/St. Petersburgo, nublando las perspectivas para potencialmente traer el Tampa Bay Rowdies a la MLS y retrasar la necesidad de un lugar más grande
En diciembre de 2016, el Tampa Bay Rowdies lanzó otra propuesta titulada "#MLS2StPete" para unirse al fútbol de la Major League como un equipo de expansión. con el anuncio, los planes fueron puestos en libertad para una expansión y renovación del estadio Al Lang para acomodar una capacidad de 18.000 asientos financiado por fondos privados.  un referéndum de mayo de 2017 autorizó la ciudad de San Petersburgo para negociar un contrato de arrendamiento de 25 años con el Club si la MLS escoge a los Rowdies como un equipo de expansión.